# Edva Jacobsen
Pour les articles homonymes, voir Jacobsen.
Edva Jacobsen, née le 31 août 1964, est une économiste et femme politique féroïenne.

## Biographie
Le 29 octobre 2011, elle a été élue membre du Parti de l'union au Løgting (parlement des Îles Féroé). Elle n'a pas été réélue en 2015. 
Edva Jacobsen vit à Fuglafjørður, un village situé sur la côte est d’Eysturoy. Après avoir travaillé dans le secteur bancaire pendant 25 ans, elle est entrée en politique en 2010, en remplacement de Johan Dahl au Løgting. Elle a obtenu son diplôme en économie de consommation en 2002, avec une spécialisation en gestion financière,. 